# Lennart Hannelius
Lennart Vilhelm Hannelius (* 8. November 1893 in Hanko; † 4. Mai 1950 in Stockholm, Schweden) war ein finnischer Sportschütze.

## Erfolge
Lennart Hannelius nahm an den Olympischen Spielen 1924 in Paris teil, bei denen er mit der Schnellfeuerpistole auf 25 m antrat. Gemeinsam mit sieben weiteren Konkurrenten erzielte er zunächst die Maximalpunktzahl von 18 Treffern, sodass es im Anschluss zu mehreren Stechen kam. Er überstand vier dieser Runden, ehe er ausschied, wodurch er sich auf dem dritten Platz einreihte und damit die Bronzemedaille hinter Henry Bailey und Vilhelm Carlberg gewann. Fünf Jahre später gewann er bei den Weltmeisterschaften in Stockholm mit der Mannschaft jeweils die Bronzemedaille auf den Laufenden Hirsch im Einzel- sowie im Doppelschuss.